# Rafael Maceo
Rafael Maceo Grajales, conocido como "Cholón" entre sus hermanos (San Luis, Oriente, Cuba Española, 24 de octubre de 1850 - Isla de Isabel II, Chafarinas, España, 2 de mayo de 1882). General de Brigada del Ejército Libertador cubano. Cuarto hijo del matrimonio contraído por Mariana Grajales y Marcos Maceo. Acababa de cumplir los 18 años cuando marchó a la guerra. Participó en la Guerra de los Diez Años y en la Guerra Chiquita. Murió de enfermedad en las prisiones españolas. 

## Datos personales
Hermano de los mayores generales Antonio y José Maceo. Nació en Majaguabo, San Luis, Oriente, el 24 de octubre del 1850. 
Se unió a Dolores Alcántara, joven guantanamera con quien compartió los duros rigores de la manigua y el presidio, con ella tuvo una hija que al parecer falleció siendo niña. 

## Guerra de los Diez Años

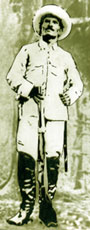
Rafael Maceo en la guerra.

En octubre de 1868, a pocos días de iniciada la guerra, los españoles lo detuvieron y lo remitieron prisionero a San Luis. Poco después logró escapar para incorporarse al Ejército Libertador. Hizo su ingreso en la División Cuba, donde estuvo subordinado a su hermano Antonio. Participó en la invasión y campaña de Guantánamo. 
El 10 de mayo de 1872 fue ascendido a capitán. Intervino junto con el Coronel Arcadio Leyte Vidal, en el ataque al caserío de Potrerillo el 11 de noviembre de 1876 obtuvo el grado de Comandante. Sufrió heridas en los combates de Majaguabo, el 2 de julio de 1870; Santo Domingo, el 8 de abril de 1872; Naranjo-Mojacasabe, el 10 de febrero del 1874; Pinar Redondo, el 8 de noviembre de 1877, donde recibió siete impactos de bala; Piedra Blanca, La Doncella y Boquerón. 
También resultó herido en el combate de Tibisial, el 10 de febrero de 1878, coincidiendo con el día en que se concertó el Pacto del Zanjón, el cual rechazó enérgicamente, al igual que todos sus hermanos. Participó en la Protesta de Baraguá junto a sus hermanos. El gobierno provisional del Mayor General Manuel de Jesús Calvar lo ascendió a Teniente Coronel y lo destinó a operar en una columna volante bajo el mando de su hermano José. 
Perdida definitivamente la guerra, depuso las armas el 4 de junio de 1878.

## Guerra Chiquita
En septiembre de 1879, después de iniciada la Guerra Chiquita, se incorporó a las fuerzas de su hermano José, en Jarahueca Arriba, al frente de 52 hombres. Se destacó en los combates de Alto de Boquerón y Arroyo de Agua, el 29 y 30 de marzo de 1880. Capituló el 15 de junio de 1880, con el grado de General de Brigada. 

## Últimos días y muerte
A pesar de haber capitulado fue detenido y deportado a las cárceles de Chafarinas, adonde arribó el 8 de agosto de 1880, cinco días después que su hermano José. Allí murió de pulmonía, el 2 de mayo de 1882. Sus restos fueron trasladados a Cuba en 1954.